# Серхедчи
«Серхедчи» (азерб. Sərhədçi) — олимпийский спортивный центр Государственной пограничной службы Азербайджана. Расположен в Хатаинском районе Баку.

## Общие сведения
Строительство центра началось в 2007 году. Открытие состоялось 31 августа 2009 года.
Вместимость спортивного комплекса — 3 250 зрителей. 
В центре проводились чемпионат мира по боксу среди юниоров 2010 года, мировой отборочный турнир 2011 года по тхэквондо к Олимпийским играм 2012, чемпионат Европы по тхэквондо 2014 года.

## Описание
Спортивный центр построен на территории, занимающей 3 гектара. 
Площадь строительства составляла 37,300 м². 
Центр состоит из трёхэтажного универсального зала, двух открытых площадок для занятия различными видами спорта, плавательного бассейна, автостоянки, подсобных помещений и гостиницы. На территории установлено четыре экрана, которые демонстрируют одновременно проводимые в центре различные соревнования. 
Диаметр купола над универсальным залом составляет 53 метра. На куполе размещены окна, которые в любое время могут автоматически открываться, и в зал поступает свежий воздух.
В спортивном центре имеются залы борьбы и восточных видов боевых единоборств, раздевалки, комнаты тренеров, врачебный кабинет, расположенные на втором этаже центра. На третьем этаже размещаются коммутатор, залы для шашек, шахмат, настольного тенниса и бильярда, конференц-зал, музей, ложа для почетных гостей.
Открытая площадка предназначена для проведения тренировок по баскетболу, волейболу, гандболу и теннису. Для зрителей сооружено 1550 мест. Под трибунами расположены раздевалки и душевые. Имеется футбольная площадка, где для зрителей сооружено 1850 мест.
При центре действует пятиэтажная гостиница на 32 номера.

## Мероприятия
В центре проводятся матчи чемпионата Азербайджана по баскетболу.
В декабре 2024 года в центре состоялся чемпионат Азербайджана среди паралимпийцев по бочче «Seni Cup 2024».